# Valdney Freitas da Matta
Valdney Freitas da Matta (nacido el 20 de abril de 1971) es un exfutbolista brasileño que se desempeñaba como delantero.
Jugó para clubes como el Kawasaki Frontale y Oita Trinita.

## Trayectoria

### Clubes
| Club              | País  | Año  |
| ----------------- | ----- | ---- |
| Kawasaki Frontale | Japón | 1998 |
| Oita Trinita      | Japón | 2000 |

## Estadística de carrera

### Japón
| Club              | Año   | J. League | J. League | Copa J. League | Copa J. League | Total | Total |
| Club              | Año   | Part.     | Goles     | Part.          | Goles          | Part. | Goles |
| ----------------- | ----- | --------- | --------- | -------------- | -------------- | ----- | ----- |
| Kawasaki Frontale | 1998  | 29        | 33        | 4              | 1              | 33    | 34    |
| Oita Trinita      | 2000  | 10        | 4         | 2              | 1              | 12    | 5     |
| Total             | Total | 39        | 37        | 6              | 2              | 45    | 39    |